# Дила (ТВ серија)
Дила (тур. Dila hanım) турска је телевизијска серија, снимана од 2012. до 2014.
У Србији је приказивана 2015. на телевизији Пинк.

## Синопсис
Породица Баразоглу сместила се у Саригол пре готово два века, у време када су бегови откупљивали имања на коњима. То је било време кад је дана реч била светиња, а кад би се преко ње прешло, ствари су се решавале оружјем. Сејит-бег био је глава породице, познат у читавом крају и околини по својој праведности, обзирности и великодушности те је тако за живота ушао у легенду. Увек је био праведан и добар према свима: од оних који су живели на имању, оних које је издржавао, па све до обичног сељака. Колико су га сељаци ценили, доказује и то да би се посвађали и поречкали али не би ишли пред суд, већ пред господина Сејита. Сејит је остао без своје супруге Сеџиде пре много година те се из љубави и поштовања према њој није поновно женио. Са покојном женом имао је два сина: старијег Ихсана и млађег Азера.
Ихсан је уписао студије права у Истанбулу. Азер пак није имао ни најмању намеру да студира. Оно што га занима јесте пространа земља која припада његовој породици, богатство које је њоме стечено и начин на који се тим богатством управља. Азер није задовољан начином на који његов отац управља земљом.
Дила је млада девојка из Истанбула, одрасла у скромној радничкој породици. Као мала остала је без оца, па се њена мајка бринула како би она и Дила могле преживети. Тежак живот од Диле је начинио сналажљиву, зрелу и разумну девојку. Дилу до факултета нису занимали мушкарци, а упркос својој очаравајућој лепоти ни на кога није обраћала пажњу. Међутим, у Ихсана се заљубила на први поглед. Након годину-две забављања, уз одобрење породица одлучују да се венчају. Младој Дили није било лако да донесе одлуку, морала да бира између добро плаћеног посла у Италији и удаје за Ихсана. Одабрала је Ихсана и одлучују да се преселе на имање породице Баразоглу. Међутим, нико ни не слути да ће њиховој срећи ускоро доћи крај…

## Сезоне
| Сезона | Сезона | Број епизода (н / и)           | Приказивање у Турској                   | Приказивање у Србији                     |
| ------ | ------ | ------------------------------ | --------------------------------------- | ---------------------------------------- |
|        | 1      | 35 / 70 (1 — 35) / (1 — 70)    | 14. септембар 2012 — 14. јун 2013. ()   | 23. фебруар 2015 — 21. мај 2015. (Пинк)  |
|        | 2      | 27 / 54 (36 — 62) / (71 — 124) | 20. септембар 2013 — 25. април 2014. () | 21. мај 2015 — 7. септембар 2015. (Пинк) |

## Улоге
| Глумац:              | Улога:           |
| -------------------- | ---------------- |
| Еркан Петекаја       | Риза Селамоглу   |
| Хатиџе Шендил        | Дила Баразоглу   |
| Хулија Дарџан        | Мелике Селамоглу |
| Неџип Мемили         | Азер Баразоглу   |
| Јонџа Џевхер         | Султан Баразоглу |
| Енгин Шенкан         | Сејит Баразоглу  |
| Октај Гурсој         | Метин            |
| Озлем Токаслан       | Хајрије          |
| Јешим Гул Акшар      | Ерен             |
| Макбуле Ситаре Акбаш | Јасемин          |
| Али Душенкалкар      | Џанип            |
| Хусејин Сојсалан     | Хајдар           |
| Ајфер Донмез         | Фатма Селамоглу  |
| Асуман Бора          | Гурбет           |
| Еџе Оздикиџи         | Хулја            |
| Гузин Алкан          | Мурвет           |
| Џан Нергис           | Ихсан Баразоглу  |
| Дидем Балчин         | Арзу             |
| Бенги Озтурк         | Џанан            |
| Озан Чобаноглу       | Сердар           |
| Билур Дуру           | Мелис            |
| Емре Мелемез         | Кадир            |